# José Antonio Páez (khu tự quản)
José Antonio Páez là một khu tự quản thuộc bang Yaracuy, Venezuela. Thủ phủ của khu tự quản José Antonio Páez đóng tại Sabana de Parra. Khự tự quản José Antonio Páez có diện tích 135 km2, dân số theo điều tra dân số ngày 21 tháng 10 năm 2001 là 15101 người.